# Ilario Ciaurro
Ilario Ciaurro (Cicciano, 1889 – Terni, 1992) è stato un pittore, scultore, incisore e ceramista italiano.

## Biografia
Nacque nel 1889 a Cicciano (NA), da una famiglia povera. Trasferitosi in Umbria iniziò a lavorare di giorno e a studiare di sera ottenendo il diploma presso l'Accademia d'arte di Perugia.
Alla fine della prima guerra mondiale si trasferì a Gualdo Tadino andando a lavorare per la rinomata manifattura Rubboli.
Nel 1920 fondò la manifattura "Vascellari Eugubini" e dopo alcuni mesi passò, su incarico di Pericle Perali, alla direzione della manifattura "Arte dei Vascellari" di Orvieto. Nel 1924 la rilevò e quattro anni più tardi, nel 1928, cambiò il nome aziendale in "Fabbrica di Ceramiche Artistiche Ilario Ciaurro". All'inizio degli anni trenta del secolo scorso passò alla direzione della manifattura gualdese "Santarelli". Nel 1935 fondò, a Gubbio, la manifattura per la produzione di ceramiche artistiche "Vasellari Eugubini prof. Ciaurro" e nel 1938 la cedette ad un gruppo di imprenditori milanesi.
In parallelo sviluppò un'intensa attività artistica ed espositiva come pittore.
Nel giugno 1931 partecipò a Terni alla Prima Mostra Gruppo Artisti di Terni, accanto ai pittori Ugo Castellani, Giuseppe Preziosi, Guido Mirimao e Aristodemo Zingarini. La mostra era stata organizzata nella propria bottega antiquaria in Corso Tacito da Aniceto Zingarini.
Nel marzo del 1932 espose a Livorno, con una personale affiancata a quelle di Umberto Prencipe, Lyda De Francisci e Luigi Surdi.
Entrò anche nei circuiti espositivi del Sindacato Fascista di Belle Arti, esponendo a varie Sindacali e Intersindacali.
Dopo la fine del secondo conflitto mondiale divenne sempre più impegnato nella vita culturale ternana promuovendo il Premio Terni, aderendo all'Associazione dei liberi artisti e al Cenacolo di Torre Orsina.
Parallelamente alla vita culturale portò avanti il suo impegno pubblico assumendo l'incarico di consigliere comunale. Nel corso degli anni divenne amico fraterno dello scultore ternano Aurelio De Felice e con lui si impegnò nella creazione dell'Istituto d'arte di Terni.
A lui è stato dedicato l'asteroide 8193 Ciaurro, scoperto nel 1993.
Tre suoi lavori sono conservati nella collezione della fondazione cassa di risparmio di Terni e Narni 

## Dipinti
- Veduta Di Gubbio, 1944
- Figura, 1949
- Padre Barnaba Manassei, 1960
- Donatella, 1965
- Terra Felice, 1971
- Ora a Parigi, 1972
- Donna all'organo, 1974
- Paesaggio
- Vista su Parigi
- Fanciulle